# 新波爾塔夫卡 (赫爾松州)
47°8′42″N 32°59′4″E / 47.14500°N 32.98444°E
新波爾塔夫卡（烏克蘭語：Новополтавка）是位於烏克蘭南部的村莊，由赫爾松州别里斯拉夫区的卡利尼夫斯凱市鎮負責管轄。該村始建於1917年，面積0.87平方公里，海拔高度21米，2001年人口430，人口密度每平方公里496人。